# Astrid Fina
Astrid Fina Paredes (Barcelona, 16 de octubre de 1983) es una deportista española que compitió en snowboard adaptado.

## Trayectoria
A Fina le amputaron el pie derecho como resultado de un accidente de moto en mayo de 2009. Sería después de esta circunstancia cuando, en 2011, comenzó a practicar el snowboard. Un año más tarde, en 2012, ya formaba parte del equipo nacional español.
Ganó una medalla de bronce en los Juegos Paralímpicos de Pyeongchang 2018 en la prueba de campo a través (clase SB-LL2). Además, obtuvo una medalla de bronce en el Campeonato Mundial de Snowboard Adaptado de 2019.
| Juegos Paralímpicos | Juegos Paralímpicos         | Juegos Paralímpicos | Juegos Paralímpicos   |
| Año                 | Lugar                       | Medalla             | Prueba                |
| ------------------- | --------------------------- | ------------------- | --------------------- |
| 2018                | Pyeongchang (Corea del Sur) | Medalla de bronce   | Campo a través SB-LL2 |
| Campeonato Mundial  |                             |                     |                       |
| Año                 | Lugar                       | Medalla             | Prueba                |
| 2019                | Pyhä (Finlandia)            | Medalla de bronce   | Eslalon SB-LL2        |